# Der Weg zur Grenze

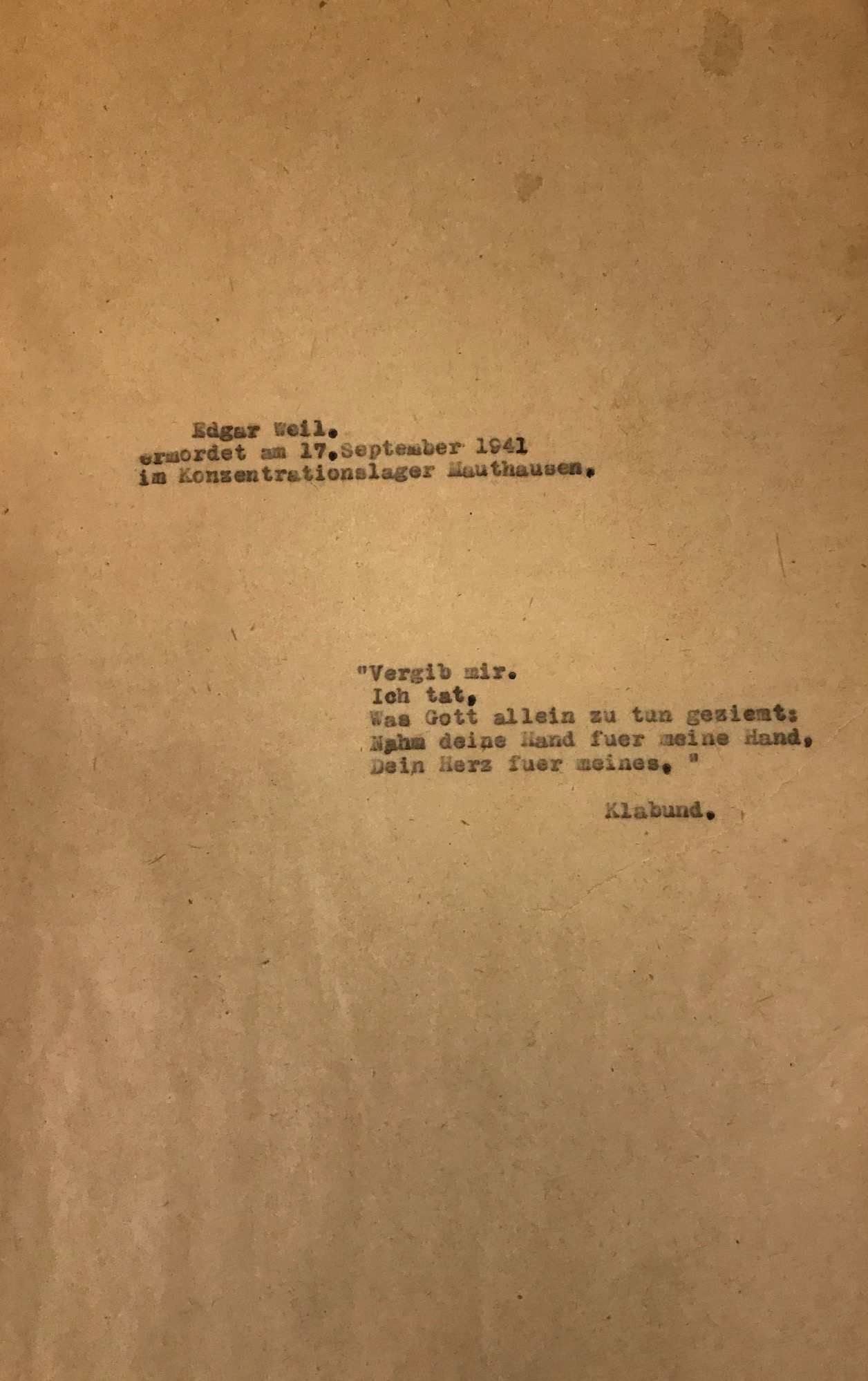
Typoskript mit Widmung an Edgar Weil

Der Weg zur Grenze ist der erste Roman der Schriftstellerin Grete Weil. Er entstand 1944/45 in einem Versteck während Weils Exilzeit in Amsterdam und wurde erst 2022 veröffentlicht. Weil verarbeitet in ihm in fiktionalisierter Form ihre traumatischen Erfahrungen als Jüdin im sich zur NS-Diktatur hin wandelnden Deutschland sowie die Ermordung ihres Ehemanns Edgar Weil im Konzentrationslager.

## Publikationsgeschichte
Der Roman wurde 2020 von der Literaturwissenschaftlerin Ingvild Richardsen beim Sichten von Grete Weils Nachlass im Archiv der Monacensia als halb verblichenes, nur noch schwer lesbares Typoskript wiederentdeckt. Zwar war die Existenz des Romans bekannt, aber offenbar hatte ihn niemand wirklich gelesen, geschweige denn seine Publikation betrieben. Angeblich habe Weil die Veröffentlichung nicht gewünscht. Denkbar ist jedoch, dass Weil nach dem Krieg keinen Verleger für den Roman fand, da sich im Nachkriegsdeutschland niemand mit der Aufarbeitung des Nationalsozialismus und dem Leid der Juden konfrontieren wollte. Nach Ingvild Richardsen hatte Grete Weil 1945 versucht, ihren Roman zu veröffentlichen, und dabei den Schriftsteller Bruno Frank um Hilfe gebeten.
Ohne dies zu belegen, behauptet allerdings Roman Bucheli in seiner Rezension zu Der Weg zur Grenze, Grete Weil habe den Roman nie veröffentlichen wollen, „damals und auch später nicht“.
– Tatsächlich gab es keine Hindernisse, den Roman postum zu veröffentlichen. Weils Stieftochter und Rechtsnachfolgerin Michaela Schenkirz erteilte umgehend ihr Einverständnis. Mit einem ausführlichen Nachwort zu den Umständen der Entstehung des Romans sowie einer ersten literaturwissenschaftlichen Einordnung durch Ingvild Richardsen versehen, erschien der Roman 2022, 23 Jahre nach dem Tod der Autorin und 77 Jahre nach dessen Vollendung, im Verlag C. H. Beck. 
2023 kam der Roman unter dem Titel De weg naar de grens in Übersetzung von Kris Lauwerys und Isabelle Schoepen bei J.M. Meulenhoff in den Niederlanden auf den Markt, 2025 erschien in Frankreich Le chemin de la frontière, übersetzt von Olivier Le Lay bei Gallimard.

## Entstehungsgeschichte
Der Roman entstand in der angespannten Situation, als Grete Weil im Amsterdamer Versteck bei Herbert Meyer-Ricard, dem Freund ihres 1941 in Mauthausen ermordeten Ehemannes, das Ende des Krieges und der Naziherrschaft abwartete. Grete Weil war Edgar Weil 1935 nach Amsterdam ins Exil gefolgt und musste erleben, dass die Deutschen auch die Niederlande einnahmen und auch dort die Judenverfolgung einsetzte. 1941 wurde Edgar Weil am 11. Juni auf offener Straße von der Gestapo verhaftet; im Oktober 1941 erhält sie Nachricht vom Tod ihres Mannes im KZ Mauthausen.
Als Grete Weil im Winter 1944 ihr Romanprojekt beginnt, ist die Niederlage der Deutschen absehbar, aber sie zieht sich hin. Sie ist noch immer in Trauer um ihren Mann und in ständiger Sorge, dass ihr Versteck entdeckt werden könnte. Der Winter ist kalt, Heizmaterial knapp, Lebensmittel ebenso. Die Nächte verbringt sie „in einem Raum, in dem Herberts Bücherschränke stehen und sich auch ein kleines Waschbecken mit fließendem Wasser befindet. Sie schläft in einem konstruierten Schrankversteck in einem Hohlraum auf einer Matratze.“ (S. 361). Die Treppe zum Speicher erweist sich als einziger Ort, wo es hell genug ist und Grete Weil sich zurückziehen kann, um zu schreiben.
«So sitze ich viele Stunden auf der Treppe, ein Heft auf den Knien und schreibe. Schreibe eine Liebesgeschichte, schreibe Edgars und meine Geschichte, die ich verfremdet und aus der Atmosphäre des Autobiografischen gehoben habe.», schreibt Weil über diese Zeit. Nach der Befreiung im Frühjahr 1945 hat Grete Weil ihr Manuskript wohl auch noch dort im Haus abgetippt, die Fassung, die Grundlage für den postum erschienenen Roman bildete.

## Inhalt
Der Roman hat drei Hauptkapitel, die die Namen der Protagonisten Monika, Klaus und Andreas tragen. Die Kapitel Monika und Andreas bilden die Rahmenhandlung, im Kapitel Klaus wird die eigentliche Geschichte erzählt. Neben dem Plot hat der Roman auch eine starke Reflexionsebene. Vorstellungen, Ideologien und Ansichten der 20er Jahre werden dargelegt und diskutiert. Grete Weil hat den Roman ihrem Ehemann Edgar Weil gewidmet. In fiktionalisierter Form ist er der Klaus des Romans.

### Monika (Rahmenhandlung)
Das Kapitel Monika hat drei Unterkapitel. In ihnen trifft Monika Merton in einem Zug, der Skifahrer von München in die Berge bringt, zufällig den jungen Dichter Andreas von Cornides. Er sucht ihre Gesellschaft, die junge Frau lässt sich nur zögernd darauf ein. Im Zug herrscht fröhliche Stimmung, es werden Nazi-Propagandalieder gesungen und Andreas versteht nicht, warum seine Gefährtin so eisig verschlossen ist. Weiter wundert er sich, warum Monika bereits lange vor dem Erreichen des Gebirges aussteigt. Es ist der an einem See gelegene Heimatort von Monika. Die Skier geschultert geht es zu Fuß weiter, am Schild „Juden betreten den Ort auf eigene Gefahr“ vorbei. Erst als Monika eine ältere Frau trifft, mit der sie unübersehbar Ähnlichkeit hat, begreift er, dass es ihre Mutter ist. Sie sind Jüdinnen und seine Begleiterin ist auf der Flucht. Monika fordert ihn daraufhin auf, sich – auch zu dessen eigenem Schutz – von ihr zu trennen, aber Andreas besteht darauf, sie zur Grenze zu begleiten. Er beteuert, dass er für „Politik nichts, aber auch gar nichts übrig habe“ (S. 16) und er deshalb auch nicht für die Taten der Nationalsozialisten verantwortlich sei. Je weiter sie kommen, desto schlechter wird das Wetter, so dass sie schließlich Zuflucht in einer Berghütte suchen müssen. Hier erzählt Monika Andreas ihre Geschichte. Mit Absicht will sie den blauäugigen, weltfremden Poeten damit konfrontieren, was er bisher nicht sehen wollte: Die Gräueltaten, die das nationalsozialistische Regime Juden und anderen – auch in seinem Namen – antut.

### Klaus (Haupthandlung)

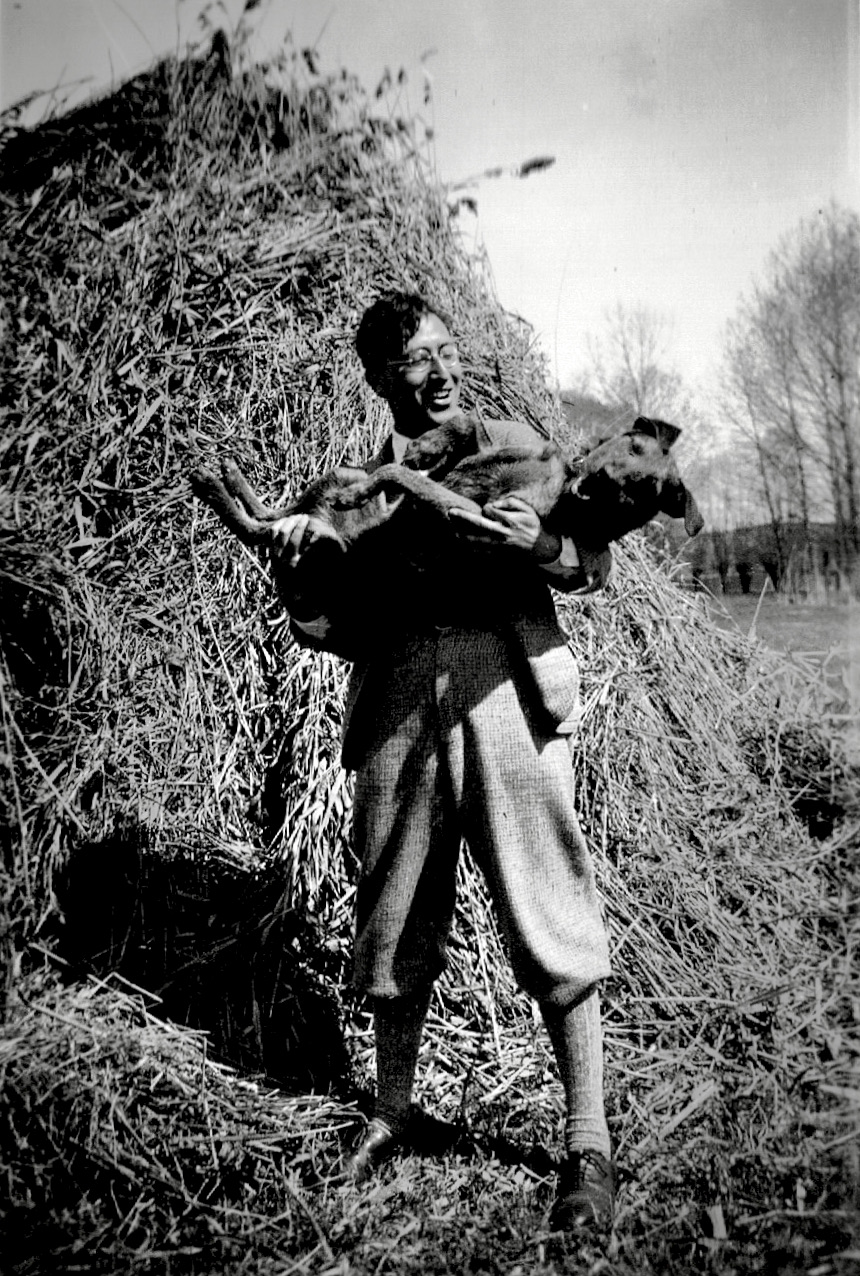
Edgar Weil – Vorbild für Klaus im Roman

Die Haupthandlung erzählt die Liebesgeschichte der Arzttochter Monika Merton und Klaus Merton, ihrem gleichaltrigen Vetter. Ihrer beider Familie geht auf Generationen von Rabbis bis in den 30-jährigen Krieg zurück, und doch haben sich die Großväter und Väter für ein modernes säkulares Leben entschieden. Klaus Vater ist der Sohn eines politischen Schriftstellers mit demokratischen Idealen, der sich Ende des Ersten Weltkrieges das Leben nahm. Die Mutter von Klaus, Beatrix, ist eine faszinierende, belesene und weltgewandte Frau, Mutter und Sohn verbindet ein starkes Band. Monikas Familie lebt in München und hat, wie Grete Weils Familie, ein Landhaus am Tegernsee. Die Handlung setzt ein, als Klaus seine Cousine nach dem Ersten Weltkrieg zum ersten Mal wieder in Bayern besucht und es sich zeigt, dass ihre Kindervertrautheit noch da ist, aber beide Teenager spüren auch eine neuartige Nähe. Ihre Zukunft ist voller Möglichkeiten und sie sind sicher, sie würden einmal „als ganz alte Leute (...) in unseren Betten sterben“, denn „der Krieg ist ein für allemal erledigt, wir können eine neue, bessere Welt aufbauen“. – Der weitere Romanverlauf zeigt, wie unmöglich ist es, seine Lebenspläne umzusetzen, wenn eine feindliche, mörderische politische Macht das zu verhindern weiß.
Zunächst folgt die Geschichte jedoch der jungen Monika, die als „schwierige und verwöhnte Sechzehnjährige“ und „voll stolzer, heftiger Ansprüche vor dem Leben“ beschrieben wird. Was man vom Leben erwarten kann, das ist für sie ein wichtiges Thema, worüber sie nachdenkt und mit anderen diskutiert. Zunächst beginnt sie ein Studium und geht nach Berlin. Hier trifft sie auf den Studenten Hans Hauser, den „blonden Hans“, der sie mit den Standpunkten des Sozialismus konfrontiert. Sie lehnt diese ab, er und seine Freunde seien „von einer höheren Idee besessen“. Er wirft ihr dagegen vor „verflucht bürgerlich“ zu sein und es kommt zu einem längeren Disput über den Individualismus, an den sie so stark glaubt und den er für Luxus hält. Ein Proletarier könne ihn sich nicht leisten. Noch weit auswegloser, weit bedrohter, hält Hans jedoch die Situation der Juden. Im Ernstfall seien sie ohne Schutz und sie sollten sich besser den Sozialisten anschließen. Monika hält seine Prognosen für eine Denkweise, die ins Mittelalter gehört. Der sozialistische Aktivist Hans wird später eines der ersten Todesopfer der Nazis. Im Beisein von Monika wird er auf der Straße angegriffen und tödlich verletzt.
Monika versucht sich in Berlin zurechtzufinden. Sie fühlt sich einsam, lernt in einer Bar einen jungen Mann kennen, der der SA beigetreten ist, weil er Arbeit braucht. Dass sie Jüdin ist, kümmert ihn nicht, er bedrängt sie, sie schläft mit ihm. Es bleibt jedoch bei diesem einen Mal und zeigt nur Monikas Naivität in politischer Hinsicht.
Im Wesentlichen geht es im Roman jedoch um die Liebesgeschichte zwischen Monika und Klaus. Klaus kann keine feste Bindung eingehen, steckt in einer Krise, weil es ihm nicht gelingt beruflich Fuß zu fassen. Monika schlägt ihm vor, gemäß den reformpädagogischen Idealen der Zeit, Lehrer in einem Landschulheim zu werden, ein Vorschlag, der Klaus gefällt.
Da aber taucht Dr. Hartmann, Erfinder und Hersteller von Kindernahrung auf. Der ehemalige Freund von Klaus Vater bietet dessen Sohn eine Stelle in seiner Reklameabteilung an, die Klaus annimmt. Weil entlarvt hier den Industriellen in seiner ganzen Attitüde als rücksichtslosen, von der Arbeit besessenen Menschen: „Er konnte über nichts anderes sprechen als über sein Werk, seine Fabrik, seinen Gewinn, seine Macht, sein Präparat, seine Arbeiter – das alles gehörte ihm und war nur deshalb auf der Welt, um von ihm gebraucht zu werden.“ – Später wird er sich mit dem NS-Staat problemlos arrangieren.
So zeichnet Weil ein Bild Berlins Ende der Zwanziger Jahre, in dem Monika mit verschiedenen Gruppen in Berührung kommt und sich nirgendwo zugehörig fühlt: Nicht zum Großbürgertum, das nur aufs Geld schaut, nicht zu den Sozialisten und auch nicht zur Berliner Bohème wo „Prinzen und Barone, Schriftsteller, Regisseure, Autorennfahrer, Tennisspieler und Söhne der Industriellen mit den vielen anmutigen Mädchen und Frauen in munterer Abwechslung ihre Tage verbrachten...“
Auch an der Hochschule, wo rechte Studenten zunehmend die Vorlesungen stören, findet Monika keinen Halt. So kommt es, dass sie schließlich ihr einziges Ziel darin sieht Klaus zu heiraten. Schließlich begreift Monika, dass sie handeln muss. Sie bringt Klaus dazu mit ihr zusammen ein paar Tage an die französische Mittelmeerküste zu fahren, wo er, abseits seiner aussichtslosen Tätigkeit, bei der es ihm nie gelingt Hartmann zufrieden zu stellen, endlich einmal durchatmen kann. Hier macht er Monika einen Heiratsantrag, allerdings sagt er ihr auch: „ich habe Angst, dass du mich auffressen willst.“
Im französischen Fischerdorf lernen die beiden Raymond kennen, durch den Grete Weil auch den Blick eines Ausländers auf die Deutschen in den Roman einbringt. So diskutieren sie über kulturelle Aneignung oder auch über das „Deutsche Wesen“. Raymond sagt dem Paar, das sich für ganz und gar europäisch hält, etwa: „Europäer würdet Ihr nur sein, wenn unser Erdteil deutsch geworden wäre“, oder „Ihr (...) liebt den Krieg aus mystischen Gründen“. Klaus und Monika weisen diesen undifferenzierten Blick von sich. Aber die Anwürfe führen auch dazu, sich als Juden zu fragen, was an ihnen tatsächlich deutsch ist.
Nach der Hochzeit zeigt sich, wie schwer es Monika und Klaus fällt, eine Ehe zu führen. „Sie trieben in ausgeleierten Bahnen dahin, folgten einer aus tiefstem Grund des Herzens verachteten und niemals verstandenen Tradition, (...) und wussten nicht, wie ihnen geschah, als sich nach ein paar Monaten schon der Zustand als unerträglich erwies“. Während Klaus seiner Arbeit nachgeht, fixiert sich Monika einzig auf ihren Ehemann: „Ungekonnt, ohne Frische und Sorgsamkeit spielte sie die Rolle der kleinen Bürgerfrau, und Klaus erkannte staunend, dass etwas eingetreten war, das er am wenigsten erwartet hatte: Sie langweilte ihn“. Schließlich verlässt Klaus sie, er fordert eine temporäre Trennung, gerade um die Tage um Hitlers Machtergreifung herum. Am Boden zerstört kehrt Monika in ihr Elternhaus zurück, worin die dortige Gesellschaft dabei ist zu debattieren, ob es einen Fortschritt in der Menschheit gibt. Auf endlosen Spaziergängen führt Monika innere Streitgespräche. Sie sind im Roman als Auseinandersetzung mit einem Engel, wohl erinnernd an Jakobs Ringen mit dem Engel, wiedergegeben.
Dann tritt eine fast märchenhafte Wende ein: Monika kommt bei einer Wanderung an eine Hütte, in der zwei Frauen und ein kleines Mädchen leben. Sie wird herzlich empfangen. Es stellt sich heraus, dass es sich um die erste und zweite Ehefrau des philosophischen Schriftstellers Albert Meyerhoff und dessen Tochter handelt. Sie wohnen hier friedlich zu Dritt und warten darauf, dass der Mann sie von Zeit zu Zeit besucht. Er hat erneut geheiratet, eine blinde Frau, mit der lebt. Meyerhof ist ein Gelehrter der sich Abseits des Modebetriebs bewegt und eine Broschüre „Über den Menschen“geschrieben hat, die sich durch „tiefe und gelassene Klugheit auszeichnet“, wie es heißt.
So wendet sich scheinbar alles zum Guten. Monika findet in dem viel älteren Meyerhoff, den sie bald darauf selbst kennenlernt, einen wahren Freund. Dank ihm findet sie ein Ziel im Leben, denn der Schriftsteller möchte im von seiner Mutter ererbten Bauernhof ein Landschulheim gründen. Klaus kündigt und kehrt zu Monika zurück. Beide werden Lehrer an der Schule, die am Fuß eines Berges in Bayern liegt, eine wahre Idylle. In diesem Handlungsstrang kommen die Utopien der Lebensreformbewegung zu Tage, zu deren Lieblingsprojekten das Landschulheim gehörte. Endlich kann an der Verwirklichung dieser Utopie gearbeitet werden, eine Aufgabe, in der sie so aufgehen, dass die nationalsozialistische Bedrohung zu wenig wahrgenommen wird.
Die Idylle bricht jedoch bald zusammen: Die Schule soll geschlossen werden, ein Heim für die Hitlerjugend soll hier entstehen. Meyerhoff weigert sich jedoch, schimpft auf Hitler und wird prompt verhaftet. Daraufhin wird alles versucht, den Schulleiter wieder frei zu bekommen, was gelingt. – Dagegen wird nun Klaus verhaftet. Er hatte aus der Korrespondenz Meyerhoffs vorsorglich einen russischen Brief entfernt, der – obwohl inhaltlich harmlos – keinen Anlass zu erneuten Vorwürfen seitens der Nationalsozialisten bieten sollte. Allerdings ist da die Köchin, die ihn denunziert. Monika lässt nichts unversucht Klaus frei zu bekommen. Irgendwann ist es schreckliche Wahrheit: Klaus ist im Konzentrationslager Dachau umgekommen. Alles, woran Monika bisher geglaubt hat, ist zerbrochen: „Monika braucht nicht mehr um eine Welt der Schönheit, der persönlichen Freiheit zu zittern – diese Welt liegt in Trümmern“.

### Andreas (Rahmenhandlung)
Damit endet der Lebensbericht, den Monika ihrem Begleiter Andreas auf der Flucht gibt. Sie verbringen wegen des Schneewetters noch zwei Nächte in der Hütte, allerdings werden sie in der ersten von einem S.A.-Mann und seiner Geliebten gestört. Monika kann sich verstecken, Andreas ist gezwungen mit ihnen zusammenzusitzen und beide müssen sich anhören, wie der Nazi vor seiner Freundin prahlt, wie er Menschen umbringt: „Erst wird einem speiübel. Später machts Spaß.“. Am andern Morgen, als die Störer fort sind, gehen die Gespräche zwischen Andreas und Monika weiter. Andreas, der nun Bescheid weiß, möchte nun mit ihr fliehen. Aber Monika weist ihn zurück: „Emigrant sein zu müssen ist ein verteufeltes Schicksal, das man nicht freiwillig auf sich nehmen soll. Emigrant ohne Revolutionär zu sein ist sinnlos. Du musst die Welt, die dich vertrieben hat, umstürzen wollen“. Und so mündet das Romanende in eine Art Fazit und Selbsterkenntnis: Nicht alle sind fähig zu Heldentaten und manche halten die Augen gegenüber der Realität verschlossen, bis es zu spät ist. Gemeinsam fahren sie mit ihren Skiern an die Grenze. Monika überquert sie, Andreas fährt gedankenverloren und in poetischer Ergriffenheit angesichts der majestätischen Natur in die andere Richtung, überhört den Anruf eines S.A.-Mannes und wird erschossen.

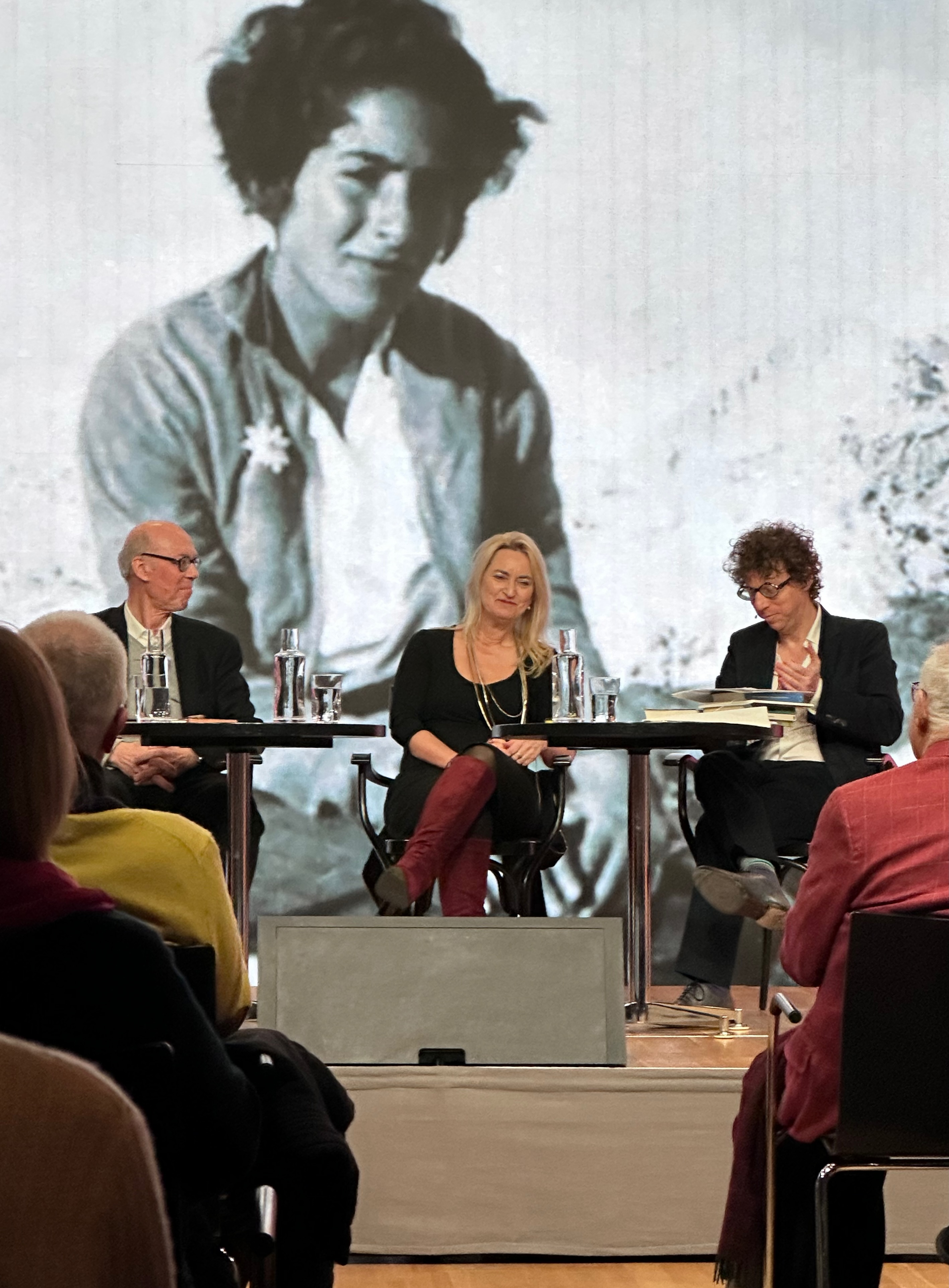
Grete Weil – Abend im Münchner Literaturhaus mit Martin Hielscher, Ingvild Richardsen und Arnon Grünberg (von links)

## Rezeption
Speziell zum Roman fanden in der Deutschen Botschaft in Den Haag, im Goethe-Institut Amsterdam, sowie im Literaturhaus München Gesprächsrunden mit Arnon Grünberg, Martin Hielscher und der Herausgeberin Ingvild Richardsen statt. In München warf Grünberg in den Raum, wie es sein könne, dass sechs Monate nach dem Erscheinen noch keine große deutsche Zeitschrift, wie Die Zeit, Der Spiegel oder die FAZ überhaupt Notiz von dem Roman genommen hat (Dagegen in den Niederlanden: hier war der Roman bereits vier Wochen nach Erscheinen der Übersetzung auf Platz 5 der Bestenliste). Ein Muster, so Grünberg, dem das Werk Grete Weils immer wieder unterworfen war: Erst als Weils Roman Meine Schwester Antigone in der Schweiz herauskam und Erfolge feierte, wurde man in West-Deutschland überhaupt auf die Autorin aufmerksam, die dann bereits über 70 war. In den Niederlanden und Frankreich dagegen wurden die Rechte an Der Weg zur Grenze umgehend von den renommierten Verlagen Meulenhoff und Gallimard angekauft.
Von der überregionalen deutschsprachigen Presse wurde der Weg zur Grenze Stand Januar 2023 nur von Roman Buchelli in der NZZ besprochen, sowie von Sabine Reithmaier in der SZ: „Was den Roman so erschütternd macht ist Weils Darstellung der Art und Weise, wie es dem Paar, aber auch anderen gelingt, die Wirklichkeit auszublenden oder sich schön zu reden.“
In den Radioprogrammen fand Christoph Haacker im DLF Der Weg zur Grenze sei kolportagehaft und nicht so gut, wie die späteren Bücher von Weil, während Bernadette Conrad im SRF urteilte: „Fragen wie jene an der Schuld der Nazis mit philosophischer Tiefe und literarischer Kraft hellsichtig erörtert, lässt die LeserIn dieses Romans des fast 80 Jahre alten, hochspannenden Text nicht mehr aus der Hand legen.“